# أندرو بايرنز
أندرو بايرنز هو مجدف كندي، ولد في 22 مايو 1983 في تورونتو في كندا.

## وصلات خارجية
- أندرو بايرنز على موقع الاتحاد الدولي للتجديف (الإنجليزية)
- أندرو بايرنز على موقع اللجنة الأولمبية الدولية (الإنجليزية)
- أندرو بايرنز على موقع أوليمبيديا (الإنجليزية)
- أندرو بايرنز على موقع اللجنة الأولمبية الكندية (الإنجليزية)